# 増健亘志
増健 亘志（ますつよし のぶゆき、1974年1月22日 - ）は、高知県高知市出身で三保ヶ関部屋所属の元大相撲力士。本名は柳川 信行（やながわ のぶゆき）。最高位は西十両6枚目（2003年9月場所）。得意手は左四つ、寄り。身長178cm、体重190kg、愛称は本名に因んで「ノブ」。趣味は漫画を読むこと。好物は焼肉。水瓶座。血液型B型。干支は寅年。

## 来歴
1974年1月22日、高知県に生まれる。奇しくも、後に入門することになる三保ヶ関部屋の大先輩にあたる北の湖敏満は、同月の大相撲本場所にて幕内初優勝を果たし、柳川の誕生日の翌日にあたる23日には、大関昇進伝達式が執り行われた。
相撲は小学校4年から始め、それまでは野球をやっていた。高知市立南海中学校3年の時に中学生横綱となり、高知県立高知工業高等学校から相撲の名門日本大学へ進学。1995年、4年時に学生横綱のタイトルを獲得し、1996年1月場所幕下付出（60枚目格）で初土俵。同期に同じく幕下付出の関脇・栃乃洋、小結・海鵬、燁司らがいる。「増健」（ますつよし）の四股名は、「膝が悪いので怪我をしないように」と師匠の三保ヶ関親方が命名した。
1998年3月場所で新十両。体重を活かした四つ相撲を得意とし、入門時の周囲の期待は大きかったが、受け身になりやすく半身での相撲が多い取り口故に下半身の故障も多かったため、幕内には届かず、2004年5月場所以降は幕下で相撲を取ることが多くなっていった。さらに現役晩年は体重の増加に伴い下半身の脆さが目立つようになっていった。皇司の引退に伴い、2009年5月場所より日本大学出身者では海鵬と並び現役最古参となり、海鵬が引退した2010年7月場所8日目から引退までは現役最年長かつ最古参の力士となっていた。2009年頃からは相手を腹の上に乗せて吊るといった相撲も見られた。
2004年1月場所を最後に幕下に低迷してからは、四股名を元の「柳川」に戻そうと考え、周囲も望んでいたため、亡くなった父の喪が明けたのを機に、2005年11月場所に改名した。このとき、日本大学相撲部の後輩で普段より親交の深い（後述）濱錦も四股名を本名（高濱）に戻した（2009年7月場所より再び濱錦へ）。
2011年1月場所をもって引退。取組後「幕内に上がれなかったのは残念だけど、やり切った感はある」とコメントを残した。同年2月12日、両国国技館内で断髪式が行われた。大関把瑠都や部屋の後援会関係者ら60名がはさみを入れ、三保ケ関親方が止めばさみを入れた。おりからの大相撲八百長問題の影響で角界が各種行事を自粛している最中の開催のため、師匠の歌の披露などのイベントは行われなかった。3月1日から東京都内の会社に勤務した。元十両・玉光国の証言によると、その後2012年1月一杯で東京を去り、故郷の高知県へ帰郷したとのことである。同年9月16日、南海少年相撲クラブ出身者が主催した相撲大会「武田杯」が若宮八幡宮参道脇の土俵で開催された際に消息が明らかとなっており、OBとして柳川自身も取組に参加した。
帰郷後は水産卸会社に勤務しながら少年相撲クラブで指導を行っている。2014年には元お笑い芸人のたまこと結婚した。

## エピソード
- 2004年1月場所12日目（2004年1月22日）、濱錦戦で日大の後輩である濱錦に叩き込みで勝った取組が無気力相撲であったとして、日本相撲協会の九重審判部副部長と伊勢ノ海監察委員長から、濱錦とともに厳重注意を受けた。

## 主な成績
- 通算成績：358勝367敗24休 勝率.494
- 十両成績：83勝127敗 勝率.395
- 現役在位：91場所
- 十両在位：14場所
- 十両昇進回数：5回（1年6場所制導入以降では史上8位タイ）

### 場所別成績
| | 一月場所 初場所（東京） | 三月場所 春場所（大阪） | 五月場所 夏場所（東京） | 七月場所 名古屋場所（愛知） | 九月場所 秋場所（東京） | 十一月場所 九州場所（福岡） |
| --- | ----------------------- | ----------------------- | ----------------------- | --------------------------- | ----------------------- | --------------------------- |
| 1996年 （平成8年） | 幕下付出60枚目 5–2      | 西幕下37枚目 2–5        | 西幕下55枚目 4–3        | 西幕下45枚目 5–2            | 東幕下27枚目 5–2        | 東幕下14枚目 3–4            |
| 1997年 （平成9年） | 西幕下21枚目 3–4        | 東幕下31枚目 6–1        | 東幕下13枚目 4–3        | 東幕下7枚目 4–3             | 東幕下6枚目 4–3         | 東幕下5枚目 5–2             |
| 1998年 （平成10年） | 西幕下筆頭 4–3          | 東十両13枚目 9–6        | 西十両8枚目 4–11        | 東幕下3枚目 2–5             | 西幕下15枚目 4–3        | 東幕下12枚目 4–3            |
| 1999年 （平成11年） | 東幕下7枚目 4–3         | 西幕下4枚目 5–2         | 西十両13枚目 3–12       | 東幕下7枚目 3–4             | 東幕下12枚目 0–5–2      | 東幕下47枚目 休場 0–0–7     |
| 2000年 （平成12年） | 東幕下47枚目 5–2        | 西幕下29枚目 5–2        | 東幕下17枚目 4–3        | 西幕下11枚目 6–1            | 西幕下2枚目 4–3         | 東十両12枚目 5–10           |
| 2001年 （平成13年） | 西幕下4枚目 5–2         | 東十両13枚目 8–7        | 西十両9枚目 8–7         | 東十両7枚目 5–10            | 西十両12枚目 7–8        | 東十両13枚目 5–10           |
| 2002年 （平成14年） | 西幕下5枚目 2–5         | 西幕下16枚目 4–3        | 東幕下13枚目 5–2        | 西幕下5枚目 1–3–3           | 西幕下23枚目 休場 0–0–7 | 西幕下23枚目 5–2            |
| 2003年 （平成15年） | 西幕下12枚目 5–2        | 東幕下4枚目 4–3         | 西幕下筆頭 4–3          | 西十両12枚目 10–5           | 西十両6枚目 5–10        | 東十両9枚目 6–9             |
| 2004年 （平成16年） | 東十両9枚目 5–10        | 西十両13枚目 3–12       | 東幕下6枚目 1–5–1       | 東幕下22枚目 6–1            | 東幕下8枚目 1–6         | 西幕下26枚目 4–3            |
| 2005年 （平成17年） | 西幕下21枚目 5–2        | 東幕下14枚目 5–2        | 東幕下7枚目 3–4         | 東幕下11枚目 2–5            | 東幕下23枚目 5–2        | 東幕下14枚目 5–2            |
| 2006年 （平成18年） | 西幕下6枚目 2–5         | 東幕下16枚目 1–2–4      | 東幕下39枚目 4–3        | 東幕下30枚目 6–1            | 東幕下11枚目 2–5        | 東幕下25枚目 3–4            |
| 2007年 （平成19年） | 西幕下32枚目 5–2        | 東幕下20枚目 4–3        | 東幕下16枚目 5–2        | 西幕下7枚目 3–4             | 西幕下10枚目 2–5        | 東幕下19枚目 1–6            |
| 2008年 （平成20年） | 東幕下42枚目 4–3        | 西幕下32枚目 4–3        | 東幕下25枚目 2–5        | 西幕下40枚目 5–2            | 西幕下27枚目 4–3        | 東幕下19枚目 3–4            |
| 2009年 （平成21年） | 西幕下28枚目 1–6        | 東幕下54枚目 5–2        | 西幕下34枚目 6–1        | 西幕下12枚目 2–5            | 西幕下24枚目 3–4        | 東幕下31枚目 5–2            |
| 2010年 （平成22年） | 西幕下21枚目 1–6        | 西幕下44枚目 6–1        | 東幕下17枚目 2–5        | 東幕下32枚目 5–2            | 東幕下16枚目 3–4        | 東幕下20枚目 2–5            |
| 2011年 （平成23年） | 西幕下31枚目 引退 2–5–0 | x                       | x                       | x                           | x                       | x                           |
| 各欄の数字は、「勝ち-負け-休場」を示す。 優勝 引退 休場 十両 幕下 三賞：敢=敢闘賞、殊=殊勲賞、技=技能賞 その他：★=金星 番付階級：幕内 - 十両 - 幕下 - 三段目 - 序二段 - 序ノ口 幕内序列：横綱 - 大関 - 関脇 - 小結 - 前頭（「#数字」は各位内の序列） |                         |                         |                         |                             |                         |                             |

## 改名歴
- 柳川 信行（やながわ のぶゆき）1996年1月場所-1996年7月場所
- 増健 亘志（ますつよし -）1996年9月場所-2005年9月場所
- 柳川 信行（やながわ -）2005年11月場所-2011年1月場所